# Весна в Москві
«Весна в Москві» (рос. «Весна в Москве») — російський радянський художній фільм по спектаклю ленінградського Нового театру (режисер Микола Акімов, за п'єсою Віктора Гусєва) про повоєнного життя радянської молоді.

## Зміст
Події відбуваються у 50-ті роки 20 століття. Надія Коврова — історикиня, яка недавно почала свій професійний шлях. Її дебютна серйозна робота була оцінена дуже високо. Тепер у неї немає часу на приятелів і колег — вона зайнята написанням другої роботи. Надія впевнена, що її знову чекає успіх. Та її роботу розкритикували.

## Ролі
- Галина Короткевич — Надія Коврова
- Володимир Петров — Михайло Гаранін
- Юрій Бубликів — Яша
- Анатолій Кузнєцов — Крилов
- Володимир Таскин —  Академік Петров / Рибкін
- Лев Шостак — Доцент Здобнов
- Анатолій Абрамов — Комендант гуртожитку
- Георгій Анчиць — Суздальцев
- Олександра Тришка — Тітка Маша
- Сабіна Суйковська — Дама
- Ігор Михайлов — Соловей перший
- Всеволод Кузнєцов — Соловей другий
- Володимир Бірцев — Соловей третій
- Л. Пономарьова — Катя
- Н. Лукінов — міліціонер
- Галина Короткевич

## Знімальна група
- Автор п'єси: Віктор Гусєв
- Автори сценарію і режисери:
  - Надія Кошеверова
  - Йосип Хейфиц
- Оператори: Веніамін Левітін, Сергій Іванов
- Художник-постановник: Семен Малкін
- Композитор: Олексій Животов
- Звукорежисер: Олександр Беккер